# American National Standards Institute
American National Standards Institute (ANSI) – instytucja ustalająca normy techniczne obowiązujące w USA.

## Historia
ANSI powstała w 1918 roku. Początkowo działała pod nazwą American Engineering Standards Committee (AESC), w 1928 roku zmieniła nazwę na American Standards Association (ASA). W 1966 roku ASA została zreorganizowana i otrzymała nazwę United States of America Standards Institute (USASI). Nazwa obecna, czyli ANSI (ang. American National Standards Institute) jest noszona przez tę instytucję od 1969 roku.

## Status prawny
W odróżnieniu od innych tego rodzaju instytucji w innych krajach, ANSI nie jest agencją rządową i nie posiada żadnych własnych „mocy prawnych” do egzekwowania ustalonych przez siebie norm. Jej działalność jest jednak silnie sprzężona z władzami USA, które zwykle honorują ustalenia ANSI i wiele norm ANSI jest włączanych do powszechnie obowiązujących aktów prawa; nie dzieje się to jednak automatycznie.
ANSI jest prywatną, pozarządową instytucją non-profit. Może należeć do niej i mieć wpływ na jej działania każda firma i instytucja działająca legalnie w USA, a także instytucje i firmy spoza USA. Aktualnie należy do niej ponad 1000 rozmaitych instytucji i firm.

## Działalność
ANSI zajmuje się wszelkimi normami technologicznymi od norm ustalających skład asfaltu na drogach po obowiązujący sposób kodowania liter w komputerach. Ustalanie norm odbywa się w zespołach roboczych, w których uczestniczyć mogą wszyscy zainteresowani członkowie ANSI. Normy zatwierdza przez głosowanie ANSI’s Board Committee for Conformity Assessment, w której zasiada po jednym przedstawicielu z każdej zrzeszonej organizacji.
Rozpoczęcie prac nad nową normą lub zmianę starej może proponować:
- ANSI jako całość (np. na skutek ustaleń międzynarodowych);
- któraś z agencji rządowych;
- grupa minimum 10 członków ANSI.

ANSI, oprócz ustalania norm wewnątrzkrajowych, stara się też wpływać na kształt norm międzynarodowych ISO poprzez członkostwo w tej organizacji. Często jej International Conformity Assessment Committee zajmuje się także sporami z europejskimi i japońskimi instytucjami normalizacyjnymi w sprawie ustalania wspólnych norm międzynarodowych.

## Strony kodowe ANSI
Microsoft używa określenia „strony kodowe ANSI” (ang. „ANSI code page”) na określenie 8-bitowych stron kodowych używanych przez interfejs graficzny Windows i starsze aplikacje. Określenie to jest mylące, gdyż te strony kodowe nie są normowane przez ANSI, w rzeczywistości niektóre z nich są częściowo (w różnym stopniu) zgodne z kodowaniami ISO 8859.